# Brachythele anomala
Brachythele anomala är en spindelart som beskrevs av Schenkel 1950. Brachythele anomala ingår i släktet Brachythele och familjen Nemesiidae. Inga underarter finns listade.